# Hoplia schulthessi
Hoplia schulthessi är en skalbaggsart som beskrevs av Nonfried 1894. Hoplia schulthessi ingår i släktet Hoplia och familjen Melolonthidae. Inga underarter finns listade i Catalogue of Life.